# جوزيف شتاين
جوزيف شتاين (بالإنجليزية: Joseph Stein)‏  (و. 1912 – 2010 م) هو كاتب سيناريو، وواضع كلمات الأوبرا، وكاتب أمريكي، ولد في ذا برونكس، توفي في نيويورك، عن عمر يناهز 98 عاماً.

## جوائز
حصل على جوائز منها:
- جائزة توني عن فئة أفضل كاتب  [لغات أخرى]‏، عن عمل: Fiddler on the Roof [الإنجليزية]‏ (1965).

## وصلات خارجية
- جوزيف شتاين على موقع IMDb (الإنجليزية)
- جوزيف شتاين على موقع ميوزك برينز (الإنجليزية)
- جوزيف شتاين على موقع قاعدة بيانات برودواي على الإنترنت (الإنجليزية)
- جوزيف شتاين على موقع إن إن دي بي (الإنجليزية)
- جوزيف شتاين على موقع قاعدة بيانات الفيلم (الإنجليزية)
- جوزيف شتاين في قاعدة بيانات الأفلام على الإنترنت